# 鬼鈴
《鬼鈴》（韓語：폰），是2002年上映的驚慄電影。《鬼鈴》是獲得美國投資的韓國電影，亦是首部韓國電影獲得外國投資制作。此電影在短時間內橫掃亞洲票房，更成為韓國史上最賣座的驚慄片。

## 劇情介绍
女記者智媛因揭發一宗醜聞而被黑幫恐嚇，幸得好友荷婷收留。她為了不再被纏擾，於是決定更換電話號碼，一切的惡夢就是因為這個電話號碼而開始……。
一日，她突然收到一個奇怪的短訊之後，電話便常常響起。荷婷的女兒英珠意外接聽電話之後，好像變成另一個人似的，性情大變，開始討厭母親荷婷，甚至想把荷婷殺死。智媛開始懷疑這個電話號碼的背後有一個不可告人的真相，決定對此深入調查。
智媛發現所有曾使用過這個電話號碼的人都離奇死亡，唯獨這個電話號碼最初的使用者女高中生貞希神秘失蹤。智媛在調查的過程中發現貞希和荷婷的丈夫昌勛竟有一段不可告人的關係，智媛愈接近真相的同時，亦同樣接近危險……。

## 演員陣容
| 演員   | 角色     |
| 河智苑 | 徐智媛   |
| 金有美 | 姜荷婷   |
| 崔佑在 | 李昌勛   |
| 殷瑞雨 | 李英珠   |
| 崔智妍 | 朴眞希   |
| 金太祐 | 後輩     |
| 崔貞允 | 片頭客串 |
| 李宗秀 | 友情出演 |

## 獎項
| - 第40屆大鐘獎（2003年） - 「最佳女配角獎」：殷瑞雨 - 「最佳美術獎」：趙成元 - 「最佳燈光獎」：崔成沅 - 「最佳音響技術獎」：吳世進 - 「最佳新導演獎」：安炳基 - 第23屆青龍電影獎（2002年） - 「最佳女主角獎」：河智苑 - 「最佳女配角獎」：金有美 | - 第26屆黃金攝影獎（2003年） - 「金獎」：文容植 - 「最佳燈光獎」：崔成沅 - 「準會員獎」：洪勝完 |

## 相關影片
- 鬼來電系列

## 外部連結
- 互联网电影数据库（IMDb）上《鬼鈴》的资料（英文）
- NAVER電影